# D-FAX
D-FAX (ディーファックス、Dial in FAX) は、電話網からのFAXを電子メールで受信するInternetFAXサービスの商標である。
YOZAN100%出資の子会社東京テレメッセージサービス株式会社が280MHz無線呼び出し事業の一環として提供していたが、2021年10月31日をもってサービスを終了した。

## 概略
契約者に割り当てられた発信者付加課金番号（020から始まる11桁）へ送信されたG3FAX画像を添付ファイルとした電子メールが、指定したメールアドレスへSMTPで送信される。NTT東・西の加入電話・ISDN・ひかり電話（IP電話）、ソフトバンクテレコムの直収電話、KDDIの直収電話・0ABJ-IP電話、J:COMのJ:COM PHONEプラスから発信できる。
Eメールが受信できる環境があれば何処でも内容が確認できる。FAX端末・インク・トナー・用紙が必要ない。ページャー（ポケットベル）の通信料の発信者付加課金の仕組みを利用しているため、着信契約者は従量負担がない。
電気通信番号規則第9条第1項第5号に指定されている発信者付加課金無線呼び出し番号を使用している。マジックメール端末にFAXの着信を知らせる「D-FAX着信通知サービス」標準で提供されている。また、「D-FAX着信通知サービス」を解約してD-FAXのみ利用することはできない。
| 項目           | 項目               | 概要                                                                                        | 概要                                                                                        | 料金                                                                                        | 料金   | 料金   |
| 項目           | 項目               | 概要                                                                                        | 概要                                                                                        |                                                                                             | 税抜き | 税込   |
| -------------- | ------------------ | ------------------------------------------------------------------------------------------- | ------------------------------------------------------------------------------------------- | ------------------------------------------------------------------------------------------- | ------ | ------ |
| 登録手数料     | 新規               |                                                                                             |                                                                                             |                                                                                             | 2500円 | 2625円 |
| 登録手数料     | 再登録             | 同一D-FAX番号には、解約時に登録されたメールアドレスで、解約日から起算して30日以内にのみ可能 | 同一D-FAX番号には、解約時に登録されたメールアドレスで、解約日から起算して30日以内にのみ可能 | 同一D-FAX番号には、解約時に登録されたメールアドレスで、解約日から起算して30日以内にのみ可能 | 1000円 | 1050円 |
| 登録手数料     | 再登録             | 着信通知サービス専用端末を購入していない2007年2月26日以前の新規登録契約の初回の再登録       | 着信通知サービス専用端末を購入していない2007年2月26日以前の新規登録契約の初回の再登録       | 着信通知サービス専用端末を購入していない2007年2月26日以前の新規登録契約の初回の再登録       | 2000円 | 2100円 |
| 有料オプション | 未利用解約防止機能 | 3ヶ月間D-FAX番号宛にFaxの送信が無い場合の解約を防ぐ                                         | 3ヶ月間D-FAX番号宛にFaxの送信が無い場合の解約を防ぐ                                         | 年                                                                                          | 1000円 | 1050円 |
| 有料オプション | ファイル閲覧機能   | 7日前までの送信ファイルを確認する                                                           |                                                                                             | 年                                                                                          | 1000円 | 1050円 |
| 有料オプション | ファイル閲覧機能   | 7日前までの送信ファイルを確認する                                                           | 2007年2月26日以前の新規登録                                                                 | 年                                                                                          | 2000円 | 2100円 |
| 有料オプション | PDF変換機能        | PDFファイルに変換して送信する                                                               | PDFファイルに変換して送信する                                                               | 年                                                                                          | 1000円 | 1050円 |

## 経緯
2000年 元々、ももたろうインターネット(後の名古屋めたりっく通信)が開発したシステムである。
2000年10月18日 試験サービス開始。約一ヶ月後、正式サービスとなる。
2003年、名古屋めたりっく通信がソフトバンクBBと合併する際、D-FAX部門は鷹山(当時)の子会社である株式会社マジックメールサービスに営業を譲渡。その後、「株式会社マジックメールサービス」は「YOZANスカイキャストコミュニケーションズ」に社名を変更。
2008年10月1日 運営を行う「株式会社YOZANスカイキャストコミュニケーションズ」が東京テレメッセージサービス株式会社と社名を変更。
2008年12月1日 2009年3月31日までの期間限定で、1法人3番号まで初期費用無料のキャンペーンを開始。
2009年2月26日 D-FAXの通知メール内の提供者情報を、「YOZANスカイキャストコミュニケーションズ」から「東京テレメッセージサービス」に変更。
2020年11月2日　新規申し込み受付を終了。
2021年10月31日　サービス終了。